# Carlo Tito di Borbone-Due Sicilie
Carlo Tito Francesco Giuseppe di Borbone-Due Sicilie (Caserta, 4 gennaio 1775 – Vaccheria, 17 dicembre 1778) membro della casa dei Borbone, principe dei regni di Napoli e di Sicilia e come Duca di Calabria, erede al trono degli stessi. Morì infante di vaiolo.

## Biografia
Nato nella Reggia di Caserta, fu creato Duca di Calabria, tradizionale titolo dell'erede al trono; il precedente a portare detto titolo era lo zio paterno Filippo, escluso dalla successione per demenza.
La sua nascita, primogenito maschio della coppia reale , permise alla madre, Maria Carolina d'Asburgo-Lorena un seggio nel Consiglio di Stato, centro della politica statale, come prescritto dal contratto nuziale. 
Carlo Tito avrebbe dovuto sposare, (se non fosse morto), sua cugina Maria Antonia di Parma , infatti Maria Antonia aveva solo un anno in più di Carlo Tito, ma la sua morte prematura fece sfumare il progetto.
Carlo Tito morì di vaiolo  a tre anni, esattamente come poi sarebbe accaduto ai fratelli Maria Cristina e Giuseppe. Con il resto della famiglia è sepolto nella Basilica di Santa Chiara.

## Titoli e trattamento
- 4 gennaio 1775 - 17 dicembre 1778 Sua Altezza Reale Don Carlo, duca di Calabria

## Ascendenza
|                                 |                    |                                               | Genitori                                     |  |  | Nonni |  |  | Bisnonni            |  |  | Trisnonni              |  |
|                                 |                    |                                               |                                              |  |  |       |  |  | Filippo V di Spagna |  |  | Luigi, il Gran Delfino |  |
|                                 |                    |                                               |                                              |  |  |       |  |  | Filippo V di Spagna |  |  | Luigi, il Gran Delfino |  |
|                                 |                    | Maria Anna Vittoria di Baviera                |                                              |  |  |       |  |  | Filippo V di Spagna |  |  |                        |  |
| Carlo III di Spagna             |                    |                                               |                                              |  |  |       |  |  | Filippo V di Spagna |  |  |                        |  |
|                                 |                    | Elisabetta Farnese                            | Odoardo II Farnese                           |  |  |       |  |  |                     |  |  |                        |  |
|                                 |                    | Elisabetta Farnese                            | Odoardo II Farnese                           |  |  |       |  |  |                     |  |  |                        |  |
|                                 |                    | Elisabetta Farnese                            | Dorotea Sofia di Neuburg                     |  |  |       |  |  |                     |  |  |                        |  |
| Ferdinando I delle Due Sicilie  |                    | Elisabetta Farnese                            |                                              |  |  |       |  |  |                     |  |  |                        |  |
|                                 |                    | Augusto III di Polonia                        | Augusto II di Polonia                        |  |  |       |  |  |                     |  |  |                        |  |
|                                 |                    | Augusto III di Polonia                        | Augusto II di Polonia                        |  |  |       |  |  |                     |  |  |                        |  |
|                                 |                    | Augusto III di Polonia                        | Cristiana Eberardina di Brandeburgo-Bayreuth |  |  |       |  |  |                     |  |  |                        |  |
| Maria Amalia di Sassonia        |                    | Augusto III di Polonia                        |                                              |  |  |       |  |  |                     |  |  |                        |  |
|                                 |                    | Maria Giuseppa d'Austria                      | Giuseppe I d'Asburgo                         |  |  |       |  |  |                     |  |  |                        |  |
|                                 |                    | Maria Giuseppa d'Austria                      | Giuseppe I d'Asburgo                         |  |  |       |  |  |                     |  |  |                        |  |
|                                 |                    | Maria Giuseppa d'Austria                      | Guglielmina Amalia di Brunswick-Lüneburg     |  |  |       |  |  |                     |  |  |                        |  |
| Carlo Tito, duca di Calabria    |                    | Maria Giuseppa d'Austria                      |                                              |  |  |       |  |  |                     |  |  |                        |  |
|                                 | Leopoldo di Lorena | Carlo V di Lorena                             |                                              |  |  |       |  |  |                     |  |  |                        |  |
|                                 | Leopoldo di Lorena | Carlo V di Lorena                             |                                              |  |  |       |  |  |                     |  |  |                        |  |
|                                 | Leopoldo di Lorena | Eleonora Maria Giuseppina d'Austria           |                                              |  |  |       |  |  |                     |  |  |                        |  |
| Francesco I di Lorena           | Leopoldo di Lorena |                                               |                                              |  |  |       |  |  |                     |  |  |                        |  |
|                                 |                    | Elisabetta Carlotta di Borbone-Orléans        | Filippo I di Borbone-Orléans                 |  |  |       |  |  |                     |  |  |                        |  |
|                                 |                    | Elisabetta Carlotta di Borbone-Orléans        | Filippo I di Borbone-Orléans                 |  |  |       |  |  |                     |  |  |                        |  |
|                                 |                    | Elisabetta Carlotta di Borbone-Orléans        | Elisabetta Carlotta del Palatinato           |  |  |       |  |  |                     |  |  |                        |  |
| Maria Carolina d'Asburgo-Lorena |                    | Elisabetta Carlotta di Borbone-Orléans        |                                              |  |  |       |  |  |                     |  |  |                        |  |
|                                 |                    | Carlo VI d'Asburgo                            | Leopoldo I d'Asburgo                         |  |  |       |  |  |                     |  |  |                        |  |
|                                 |                    | Carlo VI d'Asburgo                            | Leopoldo I d'Asburgo                         |  |  |       |  |  |                     |  |  |                        |  |
|                                 |                    | Carlo VI d'Asburgo                            | Eleonora del Palatinato-Neuburg              |  |  |       |  |  |                     |  |  |                        |  |
| Maria Teresa d'Austria          |                    | Carlo VI d'Asburgo                            |                                              |  |  |       |  |  |                     |  |  |                        |  |
|                                 |                    | Elisabetta Cristina di Brunswick-Wolfenbüttel | Luigi Rodolfo di Brunswick-Lüneburg          |  |  |       |  |  |                     |  |  |                        |  |
|                                 |                    | Elisabetta Cristina di Brunswick-Wolfenbüttel | Luigi Rodolfo di Brunswick-Lüneburg          |  |  |       |  |  |                     |  |  |                        |  |
|                                 |                    | Elisabetta Cristina di Brunswick-Wolfenbüttel | Cristina Luisa di Oettingen-Oettingen        |  |  |       |  |  |                     |  |  |                        |  |
|                                 |                    | Elisabetta Cristina di Brunswick-Wolfenbüttel |                                              |  |  |       |  |  |                     |  |  |                        |  |